# Občina Poljčane
- Geopedia.si: Občina Poljčane

Občina Poljčane je ena od občin v Republiki Sloveniji s 4.400 prebivaci (2024) s središčem v Poljčanah (1.100 prebivalcev). Leta 1952 so bile iz krajevnih odborov ustanovljene občine, tudi Občina Poljčane, ki pa je bila leta 1958 priključena Slovenski Bistrici in bila ponovno ustanovljena 1. marca 2006 z izločitvijo iz občine Slovenska Bistrica. Središče je v Poljčanah. 
Občina Poljčane leži v severovzhodni Sloveniji, med Bočem na jugu in Dravinjskimi goricami na zahodu. Središče občine je istoimensko urbano naselje v Dravinjski dolini, nastalo že v antiki. Sredi 19. stoletja je skozi kraj stekla železnica Dunaj-Trst, s čimer so bili dani pogoji za gospodarski razvoj kraja. 
Sedež občine je na Bistriški cesti 65. Neoklasicistični enonadstropni občinski stavbi dajeta poudarek trikotni strešni čeli. V centru kraja je vredna ogleda Zimetova hiša iz konca 19. stoletja. Krasi jo bogata neobaročna fasada in urni stolp na strehi. Zaradi značilnega tlorisa je dobila ime »peglezn«.

## Naselja v občini
Brezje pri Poljčanah, Čadramska vas, Globoko ob Dravinji, Hrastovec pod Bočem, Krasna, Križeča vas, Ljubično, Lovnik, Lušečka vas, Modraže, Novake, Podboč, Poljčane, Spodnja Brežnica, Spodnje Poljčane, Stanovsko, Studenice, Zgornje Poljčane